# 미추린스키 프로스펙트역 (칼리닌스코 솔른쳅스카야선)
미추린스키 프로스펙트 역(러시아어: Мичуринский проспект)은 모스크바 지하철 칼리닌스코 솔른쳅스카야 선의 역이다.

## 역사
미추린스키 프로스펙트 역은 2018년 8월 30일에 개장했다. 1965년에 최초의 대순환선 프로젝트와 함께 모스크바 지하철의 미래 개발 전망에 처음으로 등장했다.

## 역명
미추린스키 프로스펙트 역은 생물학자 이반 블라디미로비치 미추린의 활동에 대한 언급을 포함하고 있는데, 역명은 이 생물학자의 이름을 따서 명명되었다. 

## 지리
미추린스키 프로스펙트 역은 미추린스키와 로바쳅스키 거리 교차로의 북동쪽 끝에 위치하고 있다. 이 역은 두 개의 지하 로비를 건설하기 위한 것이었다. 미추린스키 도로와 로바쳅스키 거리 교차점 아래에 위치한 이 역은 2021년 12월 7일에 볼샤야 콜체바야 선이 개통되어 두 노선 간 환승역이 되었다.

## 구조
이 역의 주변 지형은 고도가 상승함에 따라 반지하 형태로 건설하기로 결정하였다. 유럽에서 이런 종류의 건설 현장은 이번이 처음이 아니라는 점에 유의해야 한다. 이와 비슷하게, 프라하에 위치한 구르카 역과 즐리킨 역도 이러한 형태로 건설되었다.
역사는 3층 건물이다. 1층에는 선로와 플랫폼 및 엘리베이터가 있고, 2층은 전망대, 3층은 서비스 및 기술을 지원하는 사무실이 들어서 있다. 플랫폼의 중앙에 위치한 6개의 에스컬레이터를 사용하여 아래쪽 두 층 사이를 이동할 수 있다. 전망대는 시각적으로 반대 방향과 연결고리에 기초한 파노라마 발코니를 나타내고 있다. 제스코코키 강 계곡에 공원이 있는 보행자 전용 도로와 역 내부에서 직접 공원의 전경을 볼 수 있는 모든 높이에 비트라즈 로드가 위치한다.

## 디자인
이 역 기둥의 가지들은 가지를 뻗은 실루엣으로 장식되어 있다. 화강암, 도자기, 유리, 강철, 알루미늄의 재질을 사용하였다. 역의 정면은 반딧불이를 비유하는 모양의 역명판이 무려 3m나 되는 글자로 장식되어 있다.

## 환승
미추린스키 프로스펙트 역에서는 볼샤야 콜체바야 선의 미추린스키 프로스펙트 역과 환승할 수 있다.

## 사진

2018년 6월 파노라마 전경
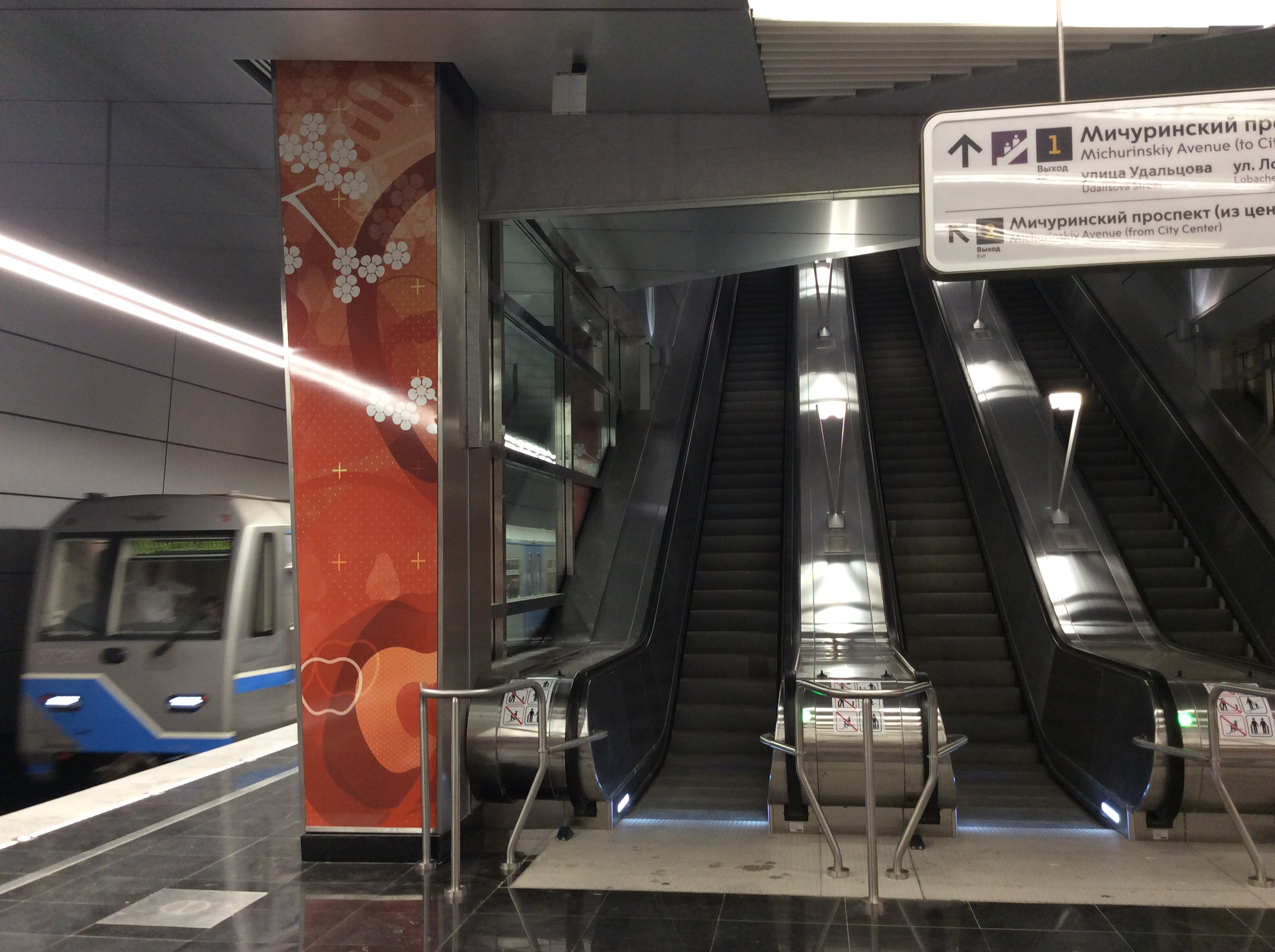
에스컬레이터
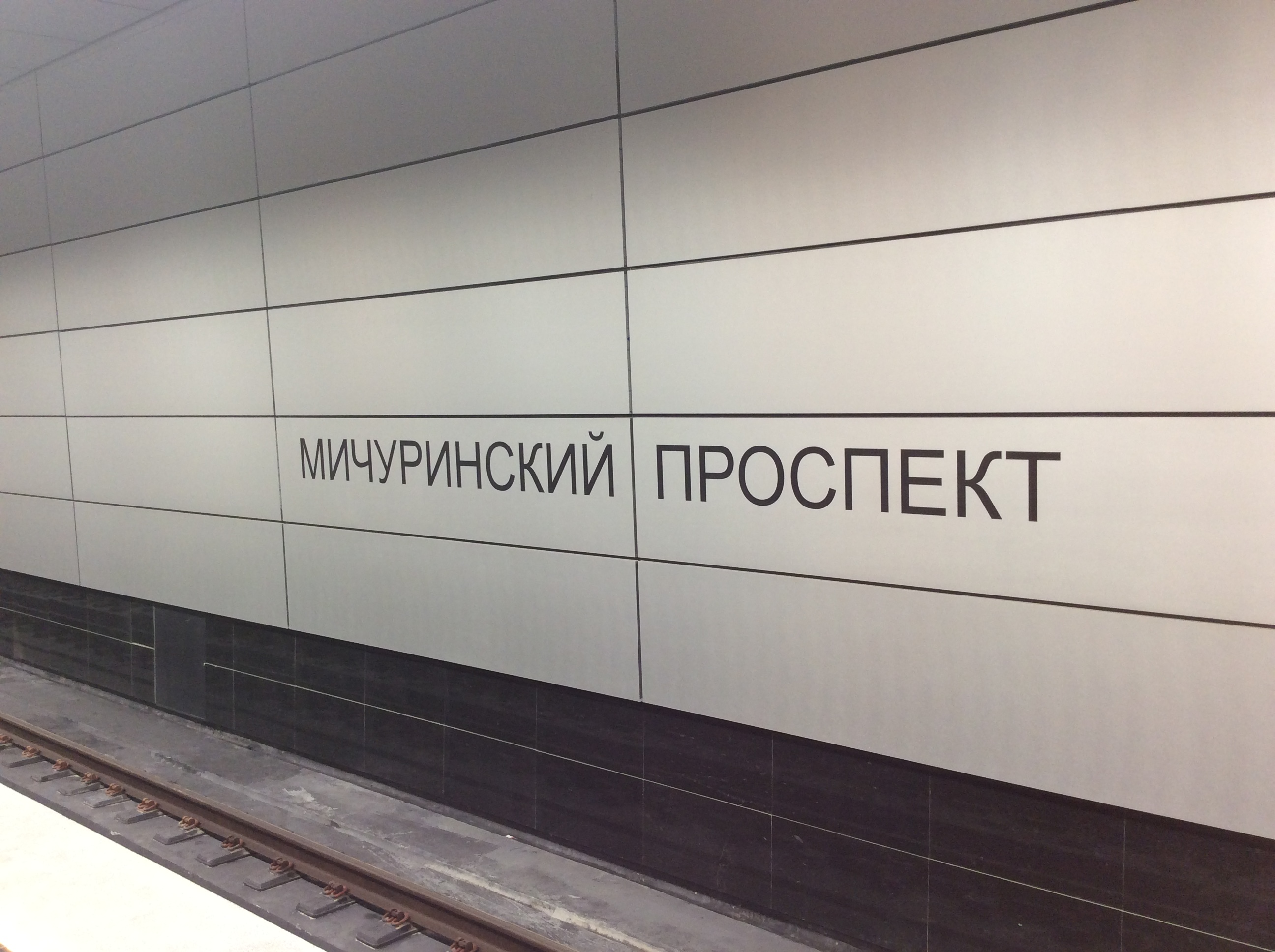
일반 벽면형 역명판
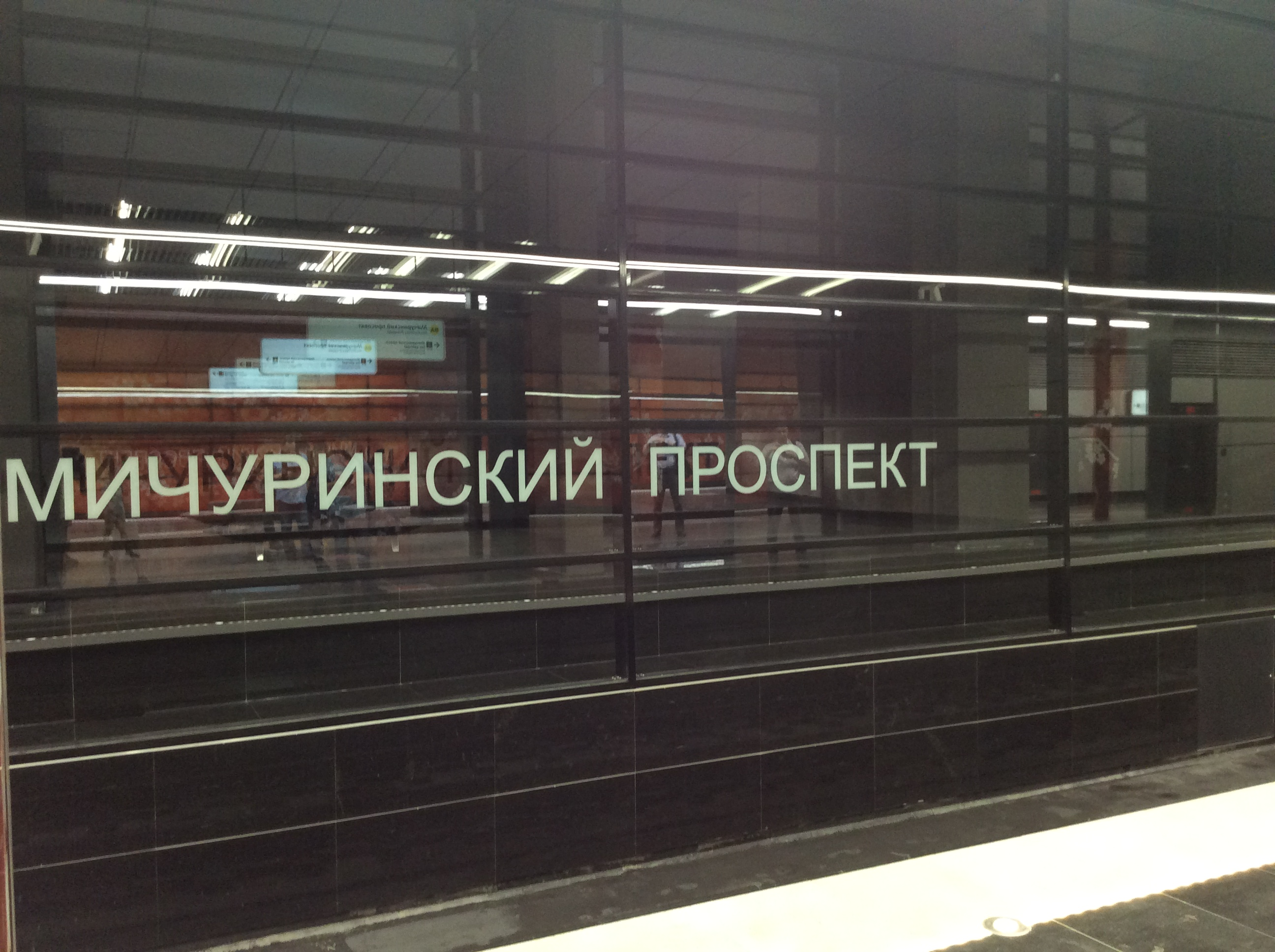
유리 벽면형 역명판

## 같이 보기
- (러시아어) stroi.mos.ru 보관됨 2019-06-20 - 웨이백 머신
- (러시아어) 공사 당시 사진들 보관됨 2019-06-20 - 웨이백 머신
- (러시아어) mosmetro.ru
- youtube.com/watch?v=6vQt35pr1XE